# Lasiarrhenum trinervium
Lasiarrhenum trinervium là loài thực vật có hoa trong họ Mồ hôi. Loài này được (Lehm.) B.L. Turner mô tả khoa học đầu tiên năm 1994.